# Kong Frederik VIII besøger Færøerne
Kong Frederik VIII besøger Færøerne er en dansk dokumentarisk af Kong Frederik 8.'s modtagelse på Færøerne under et besøg i 1907. Filmen er produceret af Nordisk Films Kompagni.

## Handling
Kong Frederik 8. og prins Harald besøger Tórshavn på Færøerne den 24. juli 1907. Først ankommer de danske embedsmænd og hilser på fremmødte honoratiores. Så ankommer kongen og prinsen, der roes ind fra kongeskibet med stort følge. Besøget fandt sted i forbindelse med kongens rejse til Island.